# Deutsche Cadre-71/2-Meisterschaft 1992/93

Veranstaltungsort: Dortmund

Die Deutsche Cadre-71/2-Meisterschaft 1992/93 ist eine Billard-Turnierserie und fand vom 13. bis zum 15. November 1992 in Dortmund zum 44. Mal statt.

## Geschichte
Der BC Eichel Eichlinghofen 1972 e.V. richtete zum 20-jährigen Bestehen des Vereins diese Meisterschaft aus. Da im redaktionellen Teil des Billard Sprt-Magazins keine verwertbaren Informationen veröffentlicht wurden, ist nur eine kombinierte Abschlusstabelle aus dem CEB-Report und Enzyklopädie des Billardsports bekannt.
Die Ergebnisübermittelung in der deutschen Billard-Zeitung Billard-Sport Magazin war wieder einmal katastrophal. Es wurden keine Einzelergebnisse abgedruckt. Andere Informationen waren auch noch falsch. So wurde mitgeteilt, dass Wolfgang Zenkner seinen insgesamt dritten Titel im Cadre 71/2 gewonnen habe. Es war aber sein sechster.

## Modus
Gespielt wurde im Doppel-K.-o.-System mit zwei Gewinnsätzen bis 75 Punkte. Bei Beendigung eines Satzes in einer Aufnahme durch Spieler 1 hatte Spieler 2 Nachstoß.
Die Endplatzierung ergab sich aus folgenden Kriterien:
1. Matchpunkte
2. Generaldurchschnitt (GD)
3. Bester Einzeldurchschnitt (BED)
4. Höchstserie (HS)

## Teilnehmer (nach Ausgangsklassement)
1. Wolfgang Zenkner (BSV München) (Titelverteidiger)
2. Dieter Wirtz (BSV Duisburg-Hochfeld 74)
3. Klaus Müller (BC 1921 Elversberg)
4. Heinz Janzen (BG Bottrop 24)
5. Markus Schönhoff (TV Askania Bernburg)
6. Hans Wernikowski (BC Eichel Eichlinghofen)
7. Andreas Fuchs (BSV München)
8. Efstratios Stavrakidis (BC Frankfurt 1912)
9. Thomas Wildförster (BSG Neudorf-Hochfeld)
10. Ludger Havlik (BSV Marl 1989)
11. Robert Pragst (Berliner BC 65)
12. Martin Horn (BF Horster-Eck Essen 1959)
13. Achim Helfrich (BC 1921 Elversberg)
14. Franzel Simon (BC 1921 Elversberg)
15. Dirk Dröge (BC Grün-Weiß Wanne)
16. Axel Büscher (BC Erfurt)

### Abschlusstabelle
| Klassement                 | Klassement             | Klassement | Klassement | Klassement | Klassement | Klassement | Klassement | Klassement | Klassement |
| Platz                      | Name                   | MP         | SV         | GD         | BED        | BSD        | HS         |            |            |
| -------------------------- | ---------------------- | ---------- | ---------- | ---------- | ---------- | ---------- | ---------- | ---------- | ---------- |
| 1                          | Wolfgang Zenkner       | 8:0        | 17:5       | 25,14      | 37,50      | 75,00      | 75         |            |            |
| 2                          | Klaus Müller           | 6:2        | 12:8       | 16,05      | 21,42      | 25,00      | 72         |            |            |
| 3                          | Martin Horn            | 8:2        | 18:8       | 33,75      | 75,00      | 75,00      | 75         |            |            |
| 4                          | Dieter Wirtz           | 8:4        | 16:10      | 19,44      | 41,75      | 75,00      | 75         |            |            |
| 5                          | Heinz Janzen           | 6:4        | 16:12      | 17,85      | 28,85      | 75,00      | 75         |            |            |
| 6                          | Thomas Wildförster     | 4:4        | 13:11      | 19,03      | 18,75      | 75,00      | 75         |            |            |
| 7                          | Andreas Fuchs          | 4:4        | 12:10      | 13,04      | 16,66      | 37,50      | 59         |            |            |
| 8                          | Ludger Havlik          | 4:4        | 10:8       | 11,11      | 15,00      | 18,75      | 44         |            |            |
| 9                          | Dirk Dröge             | 2:4        | 6:8        | 8,92       | 21,42      | 25,00      | 56         |            |            |
| 10                         | Franzel Simon          | 2:4        | 6:8        | 7,35       | 11,53      | 25,00      | 65         |            |            |
| 11                         | Hans Wernikowski       | 2:4        | 4:8        | 11,72      | 11,53      | 12,50      | 40         |            |            |
| 12                         | Achim Helfrich         | 2:4        | 4:10       | 7,11       | 9,00       | 9,37       | 51         |            |            |
| 13                         | Robert Pragst          | 0:4        | 2:8        | 9,30       | –          | 15,00      | 52         |            |            |
| 14                         | Efstratios Stavrakidis | 0:4        | 2:8        | 8,34       | –          | 6,81       | 31         |            |            |
| 15                         | Axel Büscher           | 0:4        | 0:8        | 7,90       | –          | –          | 32         |            |            |
| 16                         | Markus Schönhoff       | 0:4        | 0:8        | 8,05       | –          | –          | 42         |            |            |
| Turnierdurchschnitt: 13,86 |                        |            |            |            |            |            |            |            |            |